# Noradrenalin
A noradrenalin vagy norepinefrin (INN: norepinephrine) egy katekolamin-hormon és neurotranszmitter. Pozitív izgalmi állapotért felelős, és függőséget válthat ki. A nor- előtag azt jelenti, hogy a nitrogénatomon nincs metilcsoport, ellentétben az adrenalinnal, ahol van. Hormonként a mellékvesevelőben termelődik és onnan választódik ki a vérbe, neurotranszmitterként a központi és a szimpatikus idegrendszerben is jelen van, ahol a noradrenerg neuronok bocsátják ki a szinaptikus ingerületátvitel során. Stresszhormonként az agynak azt a részét érinti, amely a figyelmet és a válaszreakciókat ellenőrzi. Az adrenalinhoz hasonlóan a noradrenalin is részt vesz az üss vagy fuss reakció kiváltásában. Az adrenalinnál sokkal erősebben szűkíti az ereket, közvetlenül emeli a szívfrekvenciát, glükózt szabadít fel az energiaraktárakból, és növeli az izomtónust.
Gyógyszerként a noradrenalin emeli a szisztolés és diasztolés vérnyomást, ez kompenzáló vagusreflexet vált ki, amely semlegesíti a szívgyorsító hatást.
A betegben tehát reflex bradycardiát okoz.
A noradrenalin jelentős a hangulat meghatározásában, illetve a hangulatzavar (depresszió, mánia) hátterében a noradrenerg transzmisszió áll. Ha bizonyos agyterületen NA funkcionális elégtelenség észlelhető az depressziót vált ki, ezzel szemben a mániát NA túlműködés okozza.
A szinapszisokon a noradrenalin mind az alfa1, mind alfa2 adrenoreceptorokon hat.
Erős hatással van az alfa1-receptorokra, aminek következtében az erek szűkülnek a bőrben, pupillában, lépben (lépösszehúzódás), és a vérnyomás emelkedik.
Szintén erős hatással van az alfa2-receptorokra, minek következtében a bélizomzat elernyed, és a vércukorszint emelkedik. A noradrenalin béta-receptorokat is agonizál.